# Leichtathletik-Weltmeisterschaften 2001/Dreisprung der Männer

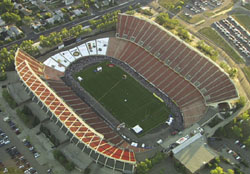
Das Commonwealth Stadium von Edmonton im Jahr 2005

Der Dreisprung der Männer bei den Leichtathletik-Weltmeisterschaften 2001 wurde am 4. und 6. August 2001 im Commonwealth Stadium der kanadischen Stadt Edmonton ausgetragen.
Zum zweiten Mal Weltmeister nach 1995 wurde der britische Olympiasieger von 2000, Olympiazweite von 1996, Vizeweltmeister von 1997, zweifache WM-Dritte (1993/1999), amtierende Europameister und Weltrekordinhaber Jonathan Edwards.

Den zweiten  Rang belegte der Schwede Christian Olsson.

Bronze ging an den Russen Igor Spassowchodski.

## Bestehende Rekorde
| Weltrekord               | 18,29 m | Jonathan Edwards | WM 1995 in Göteborg, Schweden | 7. Juli 1995 |
| Weltmeisterschaftsrekord | 18,29 m | Jonathan Edwards | WM 1995 in Göteborg, Schweden | 7. Juli 1995 |

Der bestehende WM-Rekord wurde bei diesen Weltmeisterschaften nicht eingestellt und nicht verbessert.
Der britische Weltmeister Jonathan Edwards stellte im Finale am 6. August mit 17,92 m eine neue Weltjahresbestleistung auf.

## Windbedingungen
In den folgenden Ergebnisübersichten sind die Windbedingungen zu den einzelnen Sprüngen benannt. Der erlaubte Grenzwert liegt bei zwei Metern pro Sekunde. Bei stärkerer Windunterstützung wird die Weite für den Wettkampf gewertet, findet jedoch keinen Eingang in Rekord- und Bestenlisten.
Es gab nur zwei Sprünge mit einer unzulässigen Windunterstützung. Einer von ihnen kam nicht in die Endwertung, weil der betreffende Dreispringer ein besseres Resultat in seiner Serie hatte. Bei dem anderen handelte es sich um die Bestweite von 16,72 m des achtplatzierten Bulgaren Rostislaw Dimitrow.

## Legende
Kurze Übersicht zur Bedeutung der Symbolik – so üblicherweise auch in sonstigen Veröffentlichungen verwendet:
| –   | verzichtet                                  |
| x   | ungültig                                    |
| r   | Wettkampf nicht fortgesetzt (retired)       |
| NWI | keine Windinformation (No Wind Information) |

## Qualifikation
4. August 2001, 16:30 Uhr
27 Teilnehmer traten in zwei Gruppen zur Qualifikationsrunde an. Die Qualifikationsweite für den direkten Finaleinzug betrug 17,10 m. Vier Athleten übertrafen diese Marke (hellblau unterlegt). Das Finalfeld wurde mit den acht nächstplatzierten Sportlern auf zwölf Springer aufgefüllt (hellgrün unterlegt). So mussten schließlich 16,64 m für die Finalteilnahme erbracht werden.

### Gruppe A
| Platz | Name                   | Nation         | Resultat (m) | 1. Versuch (m) Wind (m/s) | 2. Versuch (m) Wind (m/s) | 3. Versuch (m) Wind (m/s) |
| 1     | Walter Davis           | USA            | 17,22        | 17,22 / +0,7              | –                         | –                         |
| 2     | Christian Olsson       | Schweden       | 17,11        | 17,11 / −1,8              | –                         | –                         |
| 3     | Yoel García            | Kuba           | 17,02        | 16,66 / −0,5              | 16,84 / +0,1              | 17,02 / −1,9              |
| 4     | Paolo Camossi          | Italien        | 16,89        | x                         | 16,25 / −1,2              | 16,89 / −0,2              |
| 5     | Johan Meriluoto        | Finnland       | 16,76        | 16,25 / +0,5              | 16,76 / −0,1              | 16,64 / +0,4              |
| 6     | Phillips Idowu         | Großbritannien | 16,74        | x                         | 16,74 / +0,2              | x                         |
| 7     | Konstadinos Zalaggitis | Griechenland   | 16,64        | 16,64 / +0,9              | x                         | 16,53 / −0,6              |
| 8     | Aljaksandr Hlawazki    | Belarus        | 16,56        | x                         | x                         | 16,56 / +0,1              |
| 9     | Andrew Murphy          | Australien     | 16,46        | x                         | 15,97 / −0,3              | 16,46 / +0,5              |
| 10    | Wassili Sokow          | Usbekistan     | 16,26        | x                         | 16,26 / +0,5              | 14,41 / −0,6              |
| 11    | Sergey Bochkov         | Aserbaidschan  | 16,19        | 16,11 / −0,3              | 16,19 / −1,1              | x                         |
| 12    | Avi Tayari             | Israel         | 16,06        | 14,80 / +0,6              | 16,06 / +0,2              | 15,78 / −0,6              |
| NM    | Ionut Punga            | Rumänien       | ogV          | x                         | r                         |                           |
| DNS   | Arius Filet            | Frankreich     |              |                           |                           |                           |

### Gruppe B

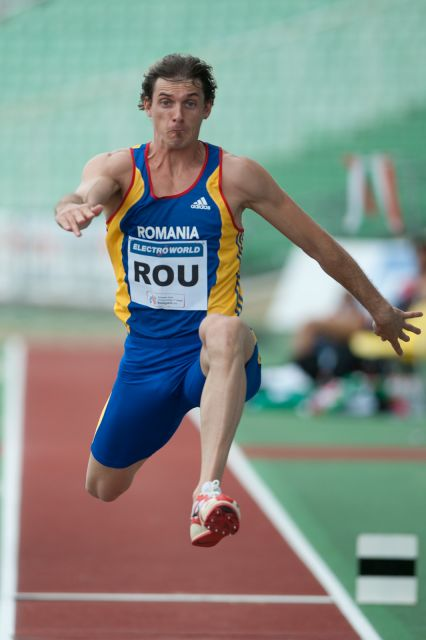
Mit seinen 16,62 m fehlten Marian Oprea nur zwei Zentimeter zur Finalteilnahme
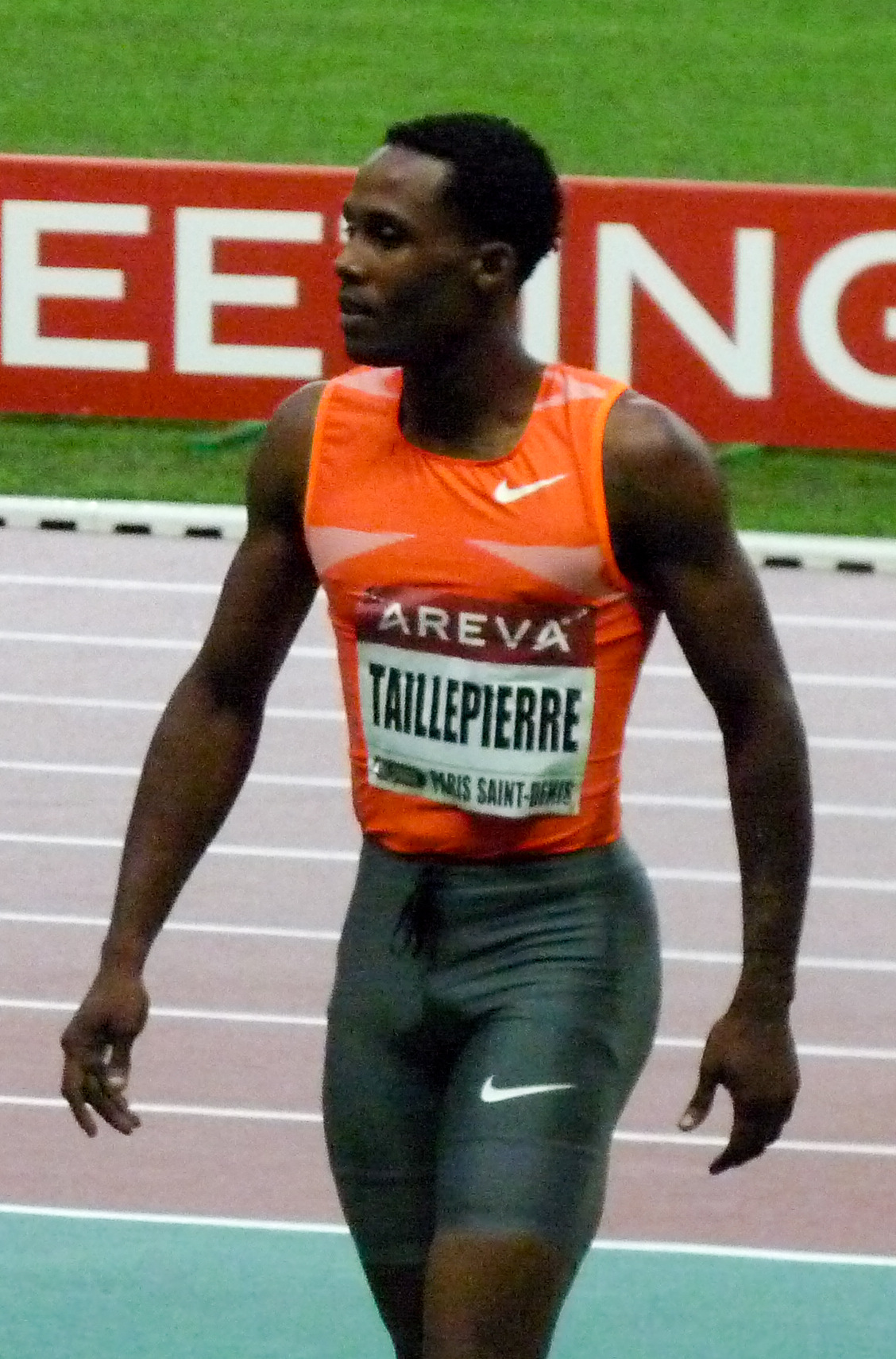
Karl Taillepierre schied mit 16,58 m in der Qualifikation aus

| Platz | Name                 | Nation         | Resultat (m) | 1. Versuch (m) Wind (m/s) | 2. Versuch (m) Wind (m/s) | 3. Versuch (m) Wind (m/s) |
| 1     | Jonathan Edwards     | Großbritannien | 17,46        | x                         | 16,51 / −0,3              | 17,46 / −0,2              |
| 2     | Onochie Achike       | Großbritannien | 17,15        | x                         | 17,15 / +0,7              | –                         |
| 3     | Igor Spassowchodski  | Russland       | 16,91        | 15,92 / +0,7              | 16,59 / −0,6              | 16,91 / −0,5              |
| 4     | Rostislaw Dimitrow   | Bulgarien      | 16,90        | 16,90 / +0,9              | 16,55 / −0,1              | x                         |
| 5     | Brian Wellman        | Bermuda        | 16,78        | 16,78 / NWI               | 16,69 / −0,7              | 16,54 / −0,2              |
| 6     | Marian Oprea         | Rumänien       | 16,62        | 16,62 / +1,2              | x                         | 16,47 / +0,4              |
| 7     | LaMark Carter        | USA            | 16,60        | 16,51 / +0,6              | 16,53 / −0,7              | 16,60 / +0,3              |
| 8     | Karl Taillepierre    | Frankreich     | 16,58        | 16,58 / −0,4              | 16,38 / −0,4              | 16,27 / −0,1              |
| 9     | Takanori Sugibayashi | Japan          | 16,41        | 15,77 / −0,3              | 15,90 / ±0,0              | 16,41 / −0,1              |
| 10    | Christos Meletoglou  | Griechenland   | 16,26        | x                         | 15,89 / −0,9              | 16,26 / −0,1              |
| 11    | Sergei Arsamassow    | Kasachstan     | 15,87        | 15,87 / −1,7              | 15,74 / NWI               | 15,77 / −0,1              |
| 12    | Thomas Moede         | Deutschland    | 15,83        | 14,91 / +0,2              | x                         | 15,83 / −0,1              |
| 13    | Shawn Peters         | Kanada         | 15,58        | x                         | 15,58 / +0,3              | 15,46 / +0,2              |
| 14    | Robert Howard        | USA            | 15,57        | 15,57 / −0,6              | x                         | 15,23 / −0,1              |
| DNS   | Jadel Gregório       | Brasilien      |              |                           |                           |                           |

## Finale
6. August 2001, 17:00 Uhr
| Platz | Name                   | Nation         | Resultat (m) | 1. Versuch (m) Wind (m/s) | 2. Versuch (m) Wind (m/s) | 3. Versuch (m) Wind (m/s) | 4. Versuch (m) Wind (m/s)                | 5. Versuch (m) Wind (m/s)                | 6. Versuch (m) Wind (m/s)                |
| 1     | Jonathan Edwards       | Großbritannien | 17,92 WL     | 16,84 / −1,1              | x                         | 17,92 / +0,7              | x                                        | –                                        | x                                        |
| 2     | Christian Olsson       | Schweden       | 17,47        | 13,99 / ±0,0              | 17,28 / +1.7              | 17,47 / +1,2              | –                                        | 16,96 / +1,8                             | –                                        |
| 3     | Igor Spassowchodski    | Russland       | 17,44        | 16,79 / +2,9              | 16,69 / +0,4              | 16,37 / +1.0              | 16,89 / +1.5                             | 17,44 / +0,9                             | 16,88 / +1,1                             |
| 4     | Yoel García            | Kuba           | 17,40        | 17,06 / −0,3              | 17,40 / +1,2              | 17,06 / −0,3              | 17,23 / +0,8                             | 17,22 / +0,6                             | 17,34 / +0,9                             |
| 5     | Walter Davis           | USA            | 17,20        | 17,20 / +0,3              | 17,18 / +0,2              | 17,05 / −0,8              | 14,43 / +0,5                             | 16,60 / +0,8                             | 16,92 / +1,2                             |
| 6     | Brian Wellman          | Bermuda        | 16,81        | 15,60 / −2,7              | 16,81 / +0,3              | 16,39 / −1,3              | x                                        | r                                        |                                          |
| 7     | Onochie Achike         | Großbritannien | 16,79        | 16,75 / −0,7              | 16,67 / +0,4              | 16,79 / +0,8              | 16,77 / +0,5                             | 15,48 / +0,1                             | 16,74 / +1,4                             |
| 8     | Rostislaw Dimitrow     | Bulgarien      | 16,72        | 16,24 / −0,6              | 16,50 / +0,3              | 16,70 / ±0,0              | 16,72 / +2,4                             | x                                        | 16,47 / +2,0                             |
| 9     | Phillips Idowu         | Großbritannien | 16,60        | 16,32 / +0,3              | 16,60 / +0,3              | 16,08 / −1,8              | nicht im Finale der besten acht Springer | nicht im Finale der besten acht Springer | nicht im Finale der besten acht Springer |
| 10    | Johan Meriluoto        | Finnland       | 16,54        | 16,51 / −0,8              | 16,54 / +1,1              | 16,31 / −0,8              | nicht im Finale der besten acht Springer | nicht im Finale der besten acht Springer | nicht im Finale der besten acht Springer |
| 11    | Paolo Camossi          | Italien        | 16,18        | 16,15 / −1,2              | 14,20 / +1,2              | 16,18 / −1,7              | nicht im Finale der besten acht Springer | nicht im Finale der besten acht Springer | nicht im Finale der besten acht Springer |
| 12    | Konstadinos Zalaggitis | Griechenland   | 16,13        | x                         | x                         | 16,13 / +1,6              | nicht im Finale der besten acht Springer | nicht im Finale der besten acht Springer | nicht im Finale der besten acht Springer |

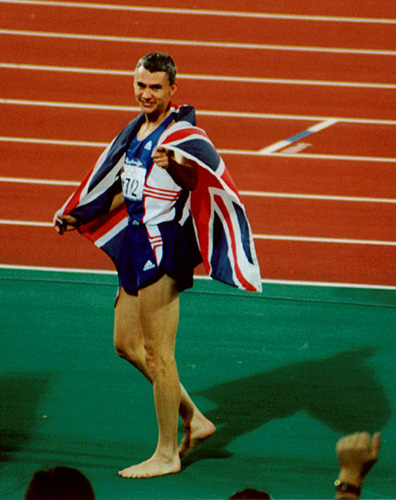
Mit dem aktuellen Olympiasieger und Weltrekordinhaber Jonathan Edwards wurde einer der besten Dreispringer der Leichtathletikgeschichte zum zweiten Mal Weltmeister
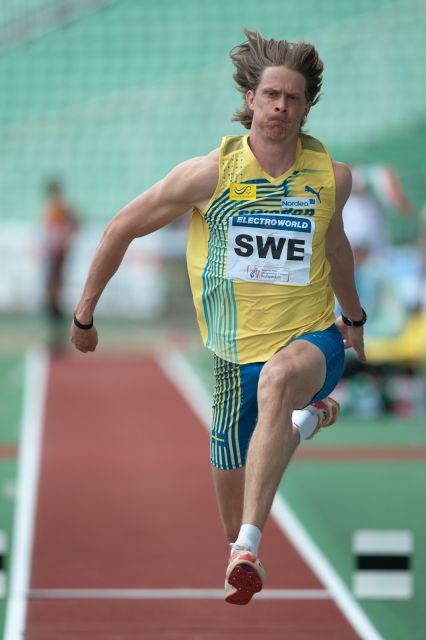
Vizeweltmeister Christian Olsson stand am Beginn einer äußerst erfolgreichen Sportlerkarriere
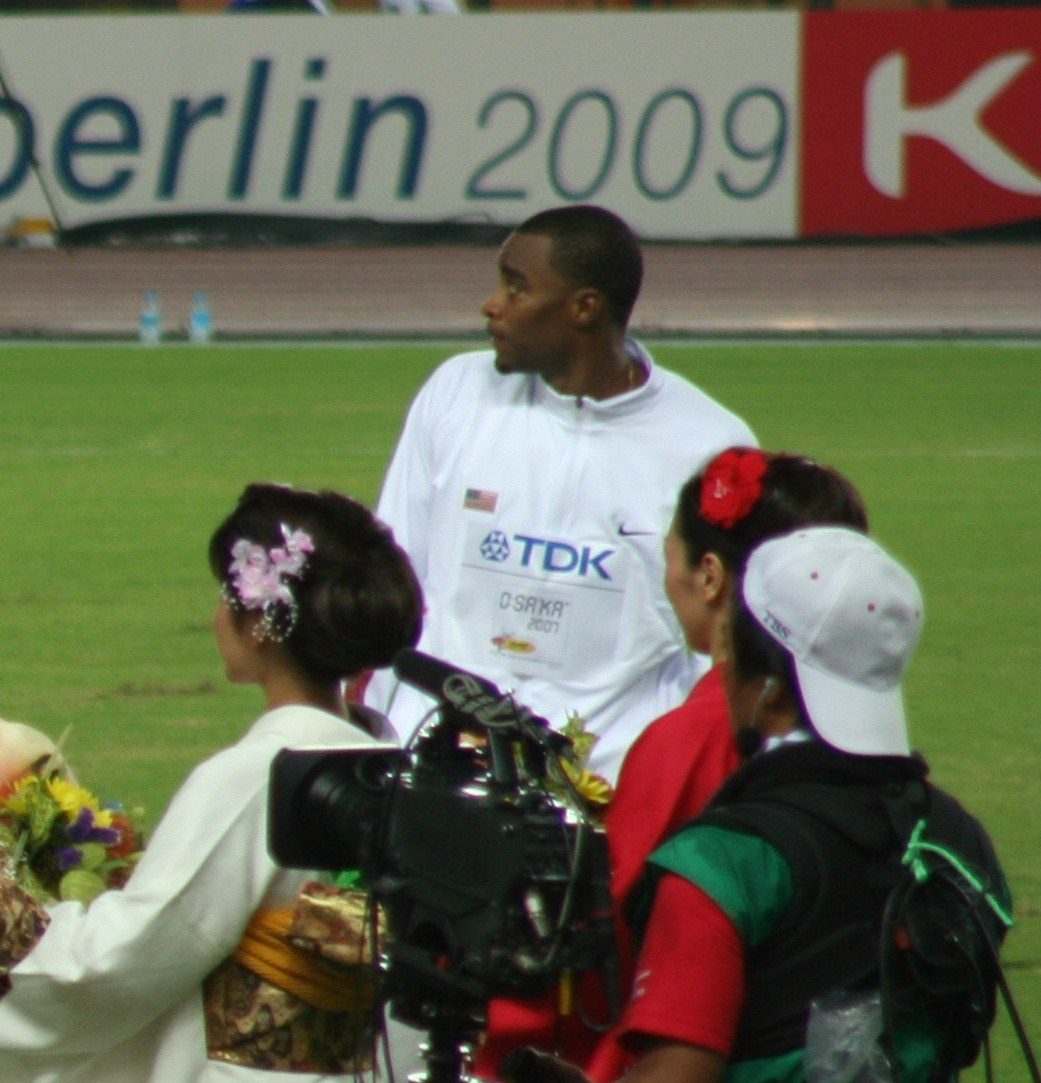
Walter Davis erreichte Platz fünf

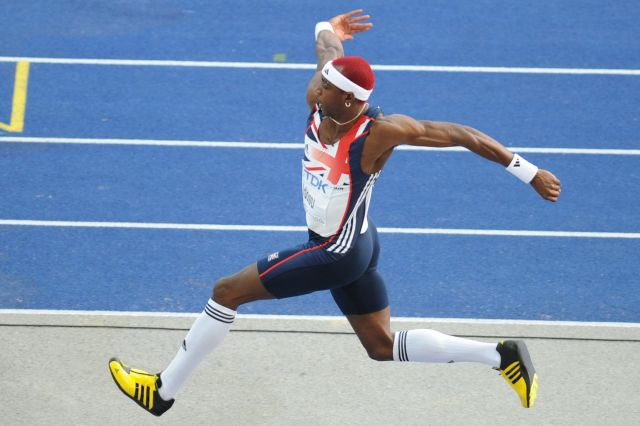
Der neuntplatzierte Phillips Idowu hatte noch einige Meisterschaftssiege und Medaillengewinne vor sich
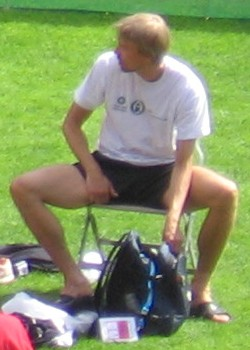
Rang zehn für Johan Meriluoto

## Video
- Edmonton 2001 Triple Jump Men Final auf youtube.com, abgerufen am 14. August 2020